# Домуздере (приток на Бешичкото езеро)
Домуздере (на гръцки: Κερασιά, Керасия) е река в Егейска Македония, Гърция, част от водосборния басейн на Бешичкото езеро (Лимни Волви).

## Описание
Домуздере извира в халкидическата планина Пиявица (Стратонико), от северното подножие на връх Слива нива (696 m) източно от село Варвара под името Бостания (Μποστάνια). Тече най-общо в северна посока и при връх Триада завива на запад и получава името Домуздере. Северно от връх Палиоскала завива на североизток, минава покрай село Моди и се влива в Бешичкото езеро.

## Водосборен басейн
→ ляв приток, ← десен приток
- ← Клефтопетра
- → Мафтолакос
- → Топико